# Мбомбо, Яннис
Яннис Мбомбо Локва (фр. Yannis Mbombo Lokwa; 8 апреля 1994, Нивель, Бельгия) — бельгийский футболист конголезского происхождения, нападающий клуба Бельгийского национального дивизиона 1 «Виртон».

## Клубная карьера

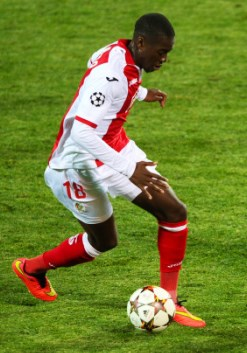
Мбомбо в составе льежского «Стандарда»

Мбомбо начал карьеру в футбольной школе клуба «Андерлехт». Очень скоро он покинул академию и за несколько лет сменил молодёжные команды «Брюсселя» и «Мехелена», оставшись в итоге в льежском «Стандарде». 12 декабря 2013 года в поединке Лиги Европы против шведского «Эльфсборга» Мбомбо дебютировал за команду из Льежа. В этом же матче он забил свой первый гол на профессиональном уровне. 16 марта 2014 года в матче против «Васланд-Беверен» Яннис дебютировал в Жюпиле лиге, заменив во втором тайме Игора Де Камарго. В 2014 году он помог клубу занять второе место в чемпионате. 2 августа того же года в поединке против «Кортрейка» Мбомбо забил свой первый гол за «Стандарт» в чемпионате Бельгии.
Летом 2014 года Яннис на правах аренды перешёл во французский «Осер». 15 сентября в матче против «Труа» он дебютировал в Лиге 2. В этом же поединке Мбомбо сделал «дубль», забив свои первые голы за «Осер».
Летом 2015 года Яннис на правах аренды присоединился к «Сент-Трюйдену». 24 июля в матче против «Брюгге» он дебютировал за новую команду. 1 августа в матче против «Мускрон-Перювельз» Мбомбо забил свой первый гол за «Сент-Трюйден». В начале 2016 года Яннис был арендован «Сошо». 2 февраля в матче против «Кретей» он дебютировал за новый клуб. 12 февраля в поединке против «Дижона» Мбомбо забил свой первый гол за «Сошо».
В начале 2017 года Яннис на правах свободного агента присоединился к шведскому «Эребру». 3 апреля в матче против «Йёнчёпингс Сёдра» он дебютировал в Аллсвенскан лиге. Летом того же года Мбомбо вернулся в Бельгию, став игроком «Мускрон-Перювельз». 30 июля в матче против «Остенде» он дебютировал за новую команду.